# Joseph Whitworth
Joseph Whitworth (21 de diciembre de 1803 – 22 de enero de 1887) fue un ingeniero y emprendedor inglés. Fue el creador del rifle Whitworth. Además de su apellido es de donde proviene la denominación de rosca whitworth, un tipo de paso de tuerca cuyas características sistematizó.

## Biografía

### Primeros años
Whitworth nació en John Street, Stockport, Cheshire, hoy en día sede de los Tribunales de Stockport. El lugar está señalado por una placa conmemorativa azul en la parte posterior del juzgado. Era hijo de Charles Whitworth, un maestro y ministro de la iglesia congregacional, y a edad muy temprana desarrolló su interés por las máquinas. Se educó en Idle, cerca de Bradford, West Riding de Yorkshire; su aptitud para la mecánica se hizo evidente cuando comenzó a trabajar para su tío.

### Carrera
Después de dejar la escuela, Whitworth se convirtió en aprendiz para su tío, Joseph Hulse, un hilandero de algodón de Amber Mill, Oakerthorpe en Derbyshire, con la idea de que Whitworth se convirtiera a largo plazo en socio del negocio. Desde el principio quedó fascinado con la maquinaria de la fábrica y pronto dominó las técnicas de la industria del hilado de algodón, pero incluso a esta edad se dio cuenta de los pobres estándares de precisión mecánica que por entonces tenían las fresadoras. Esta temprano contacto con la mecánica de la industria forjó en él la ambición de fabricar maquinaria con mucha mayor precisión. Su aprendizaje en Amber Mill duró cuatro años y después trabajó durante otros cuatro años como mecánico en una fábrica en Mánchester; Más adelante se mudó a Londres, donde encontró empleo con Henry Maudslay, el inventor del torno de precisión, junto con técnicos como James Nasmyth (inventor del martillo pilón) y el ingeniero Richard Roberts.
Whitworth desarrolló una gran habilidad como mecánico mientras trabajaba para Maudslay, desarrollando varias máquinas herramientas de precisión y también ideando un sistema de cajas de fundición para los bastidores de las máquinas herramientas, que simultáneamente aumentaba su rigidez y reducía su peso.
Whitworth también trabajó para Holtzapffel & Co (fabricantes de tornos para trabajos decorativos) y para Joseph Clement. Mientras estaba en el taller de Clement, participó en la fabricación de la máquina de cálculo de Charles Babbage, la máquina diferencial. Regresó a Openshaw, Mánchester, en 1833, para comenzar su propio negocio de fabricación de tornos y otras máquinas-herramienta, que se hicieron famosas por su alta perfección técnica. A Whitworth se le atribuye la introducción del thou (una unidad de medida de precisión) en 1844. En 1853, junto con su gran amigo, el artista y profesor de arte George Wallis (1811-1891), fue nombrado comisionado británico para la Exposición Internacional de Nueva York. Recorrieron plantas industriales de varios estados de Estados Unidos y el resultado de su viaje fue un informe titulado "La industria de los Estados Unidos en maquinaria, manufacturas y artes útiles y aplicadas", compilado de los informes oficiales de los Sres. Whitworth y Wallis, Londres, 1854."
Whitworth recibió muchos premios por la excelencia de sus diseños y tuvo un gran éxito financiero. En 1850, siendo presidente de la Institución de Ingenieros Mecánicos, encargó al arquitecto Edward Walters una gran mansión llamada 'The Firs' (situada en Fallowfield, Mánchester, aún se mantiene en pie en la actualidad, funcionando como el Chancellors Hotel & Conference Centre). En 1854 compró Stancliffe Hall en Darley Dale, Derbyshire, y se mudó allí con su segunda esposa, Louisa, en 1872. Donó cuatro bloques de piedra de seis toneladas de la cantera de Darley Dale, para los leones de St George's Hall en Liverpool. Se le concedió la Membresía Honoraria de la Institución de Ingenieros y Navieros de Escocia en 1859. Fue elegido miembro de la Royal Society en 1857.
Creyendo firmemente en el valor de la educación técnica, Whitworth apoyó decididamente el nuevo Instituto Mecánico de Mánchester (posteriormente, Instituto de Ciencia y Tecnología de la Universidad de Mánchester) y ayudó a fundar la Escuela de Diseño de Mánchester. En 1868, fundó la "Beca Whitworth" para el avance de la ingeniería mecánica. Donó una suma de 128.000 libras al gobierno en 1868 (aproximadamente, cantidad equivalente a unos 6,5 millones en 2010) para acercar "la ciencia y la industria" y financiar becas.

### Muerte

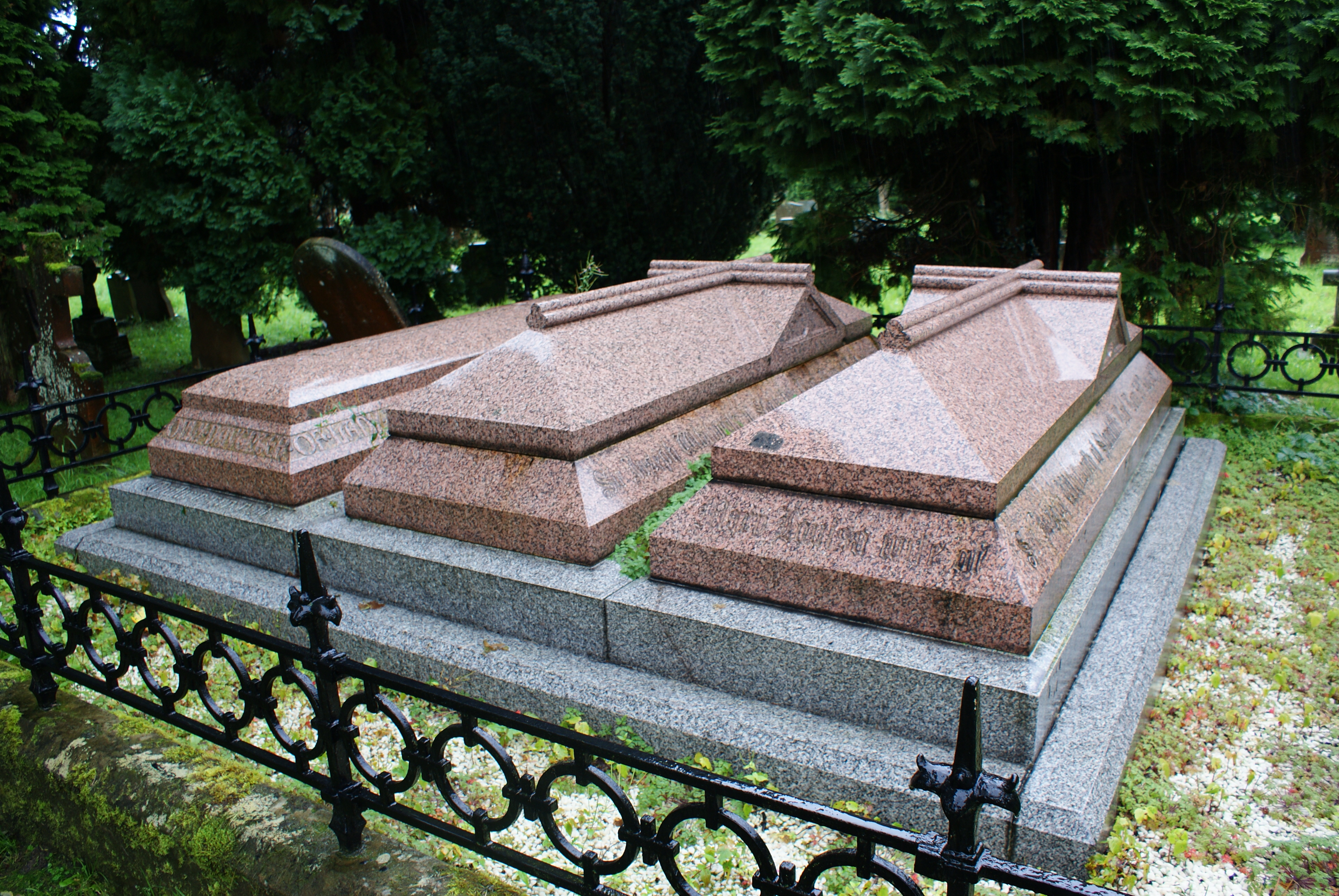
Sepultura de Sir Joseph Whitworth Bart. En el terreno de la Iglesia Parroquial de Santa Helena, Darley Dale, Derbyshire (en el centro)

En enero de 1887, a la edad de 83 años, Sir Joseph Whitworth murió en Montecarlo, donde viajó con la esperanza de mejorar su salud. Fue enterrado en la iglesia de Santa Elena, Darley Dale, Derbyshire. Se publicó un obituario detallado en la revista estadounidense ''The Manufacturer and Builder (Volumen 19, Número 6, junio de 1887). Había dado instrucciones a sus fideicomisarios orientadas a invertir su fortuna en proyectos filantrópicos, que se mantienen hasta la actualidad. Parte de su legado se usó para fundar la Whitworth Art Gallery, ahora perteneciente a la Universidad de Mánchester, y otra parte se dedicó al Instituto Whitworth, en Darley Dale.

### Legado

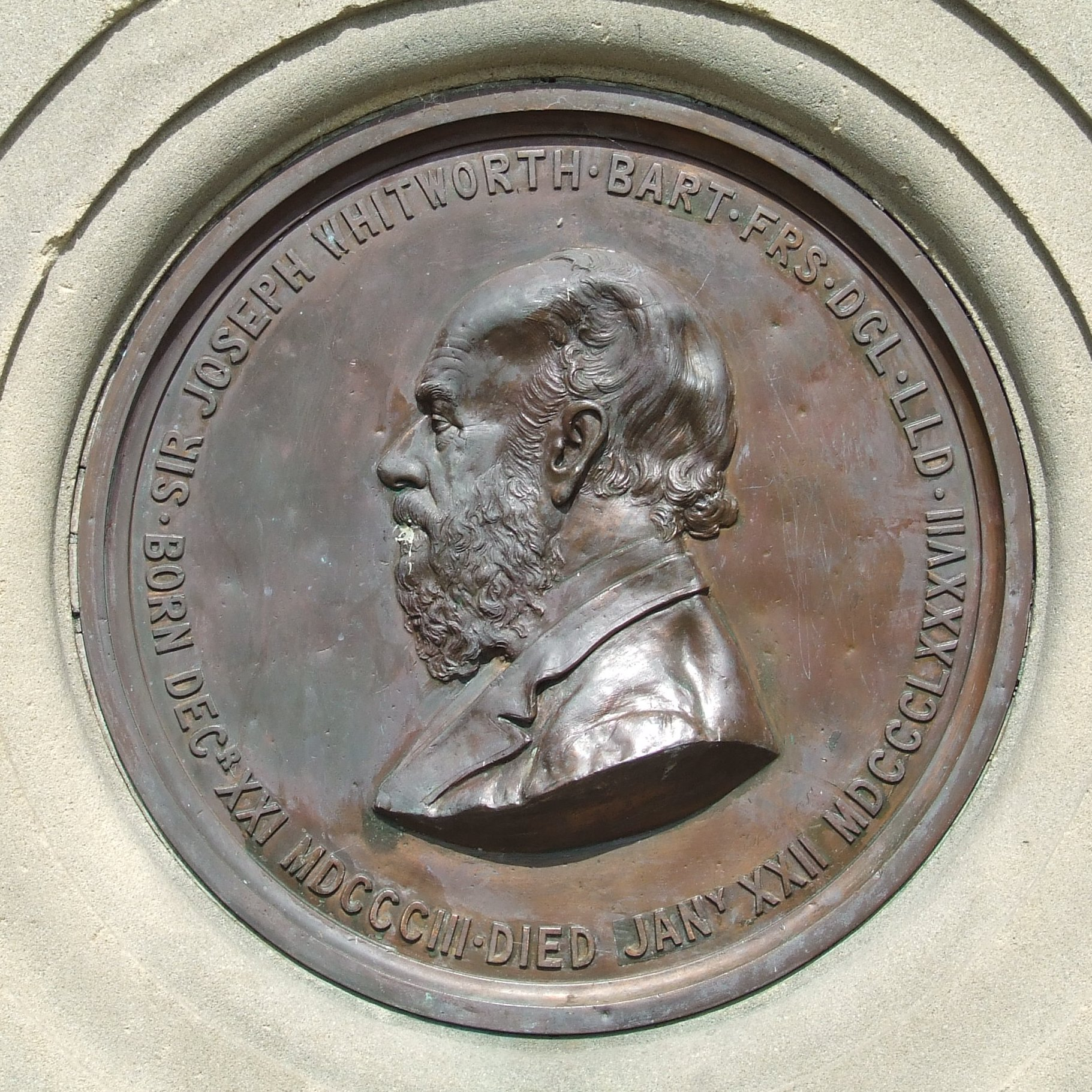
Placa del monumento conmemorativo en Whitworth Park, Darley Dale, erigido en 1894

Richard Copley Christie era amigo de Whitworth. Por el testamento de Whitworth, Christie fue nombrado uno de los tres legatarios, a cada uno de los cuales dejó más de medio millón de libras para su propio uso, "siendo ellos mismos conscientes de los objetivos" a los que Whitworth habría dedicado estos fondos. Eligieron gastar más de un quinto del dinero en financiar el Owens College, junto con la compra de los terrenos ahora ocupados por el Manchester Royal Infirmary. En 1897, Christie personalmente asignó más de 50,000 libras para la construcción del Whitworth Hall, para completar el bloque delantero del Owens College. Fue presidente del Instituto Whitworth de 1890 a 1895 y estaba muy interesado en las organizaciones benéficas médicas y de otro tipo de Mánchester, especialmente el Pabellón y Hogar contra el Cáncer, de cuyo comité fue presidente entre 1890 y 1893, y que más tarde se convirtió en el Hospital Christie.
La Galería de Arte Whitworth de la universidad (anteriormente del Instituto Whitworth) y el Parque Whitworth adyacente, se fundaron como parte de su legado a Mánchester después de su muerte. La cercana Universidad de Mánchester también lleva su nombre, al igual que la calle Whitworth, una de las principales calles del centro de Mánchester. 
Cerca de 'The Firs', la antigua mansión, un carril bici detrás de Owens Park se llama Whitworth Lane. En Darley Dale hay otro Whitworth Park. En reconocimiento de sus logros y contribuciones a la educación en Mánchester, el edificio Whitworth en el campus principal de la Universidad de Mánchester recibe su nombre en su honor.

## Realizaciones

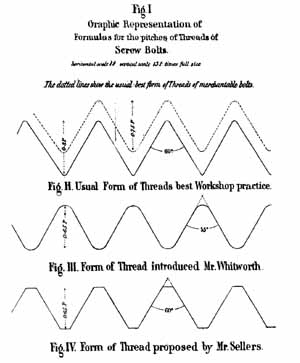
Representación gráfica de las fórmulas para los pasos de rosca de pernos de tornillo

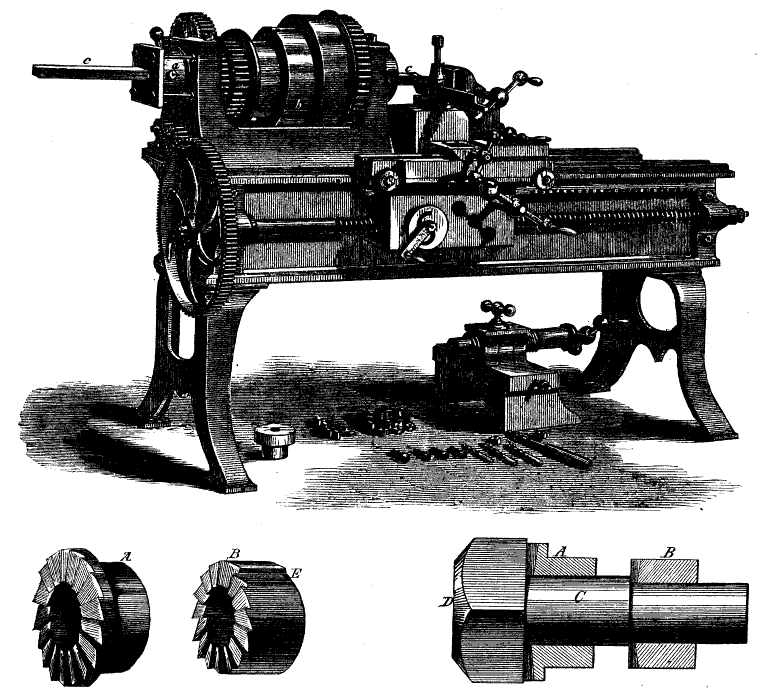
Máquina herramienta para fabricar tornillos (1871)

### Precisión y estandarización
Whitworth popularizó un método para producir superficies planas precisas durante la década de 1830, usando la técnica del azul de ingeniería (una pasta capaz de hacer visibles imperfecciones superficiales con gran precisión) y el pulimentado manual en tres superficies de prueba. Hasta su introducción de la técnica de raspado, se empleó el mismo método de tres placas utilizando técnicas de pulido, dando resultados menos precisos. Esto condujo a una explosión del desarrollo de instrumentos de precisión que utilizan estas técnicas de generación de superficies planas como base para una mejor construcción de formas precisas.
Su siguiente innovación, en 1840, fue una técnica de medición llamada "medición final" que utilizaba un plano de precisión y un tornillo de medición, ambos de su propia invención. El sistema, con una precisión de una milésima de pulgada, se presentó en la Gran Exposición de 1851.
En 1841 Whitworth diseñó un estándar para pasos de tornillo con un ángulo de rosca fijo de 55° y con un paso estándar para un diámetro dado. Esto pronto se convirtió en el primer sistema estandarizado a nivel nacional; su adopción por parte de las compañías ferroviarias, que hasta entonces habían usado diferentes roscas de tornillo, llevó a su aceptación generalizada. Más tarde se convirtió en un British Standard, la "Rosca Whitworth", abreviado como BSW y regulado por la BS 84: 1956.

### Rifle Whitworth
Whitworth fue comisionado por el Departamento de Guerra del Gobierno Británico con el objetivo de diseñar una nueva arma para reemplazar al fusil de calibre 0,577 pulgadas Enfield Modelo 1853, cuyas deficiencias habían sido reveladas durante la reciente Guerra de Crimea. El rifle Whitworth tenía un orificio más pequeño de 0,451 pulgadas (11,455 mm) que era hexagonal, disparaba una bala hexagonal alargada y tenía un índice de torsión más rápido [una vuelta en veinte pulgadas] que el Enfield, y su rendimiento durante las pruebas en 1859 fue superior al Enfield en todos los sentidos. Se informó de la prueba en The Times el 23 de abril como un gran éxito. Sin embargo, se descubrió que el nuevo diseño de perforación era propenso a las incrustaciones y que era cuatro veces más costoso de fabricar que el Enfield, por lo que fue rechazado por el gobierno británico, solo para ser adoptado por el Ejército de Tierra Francés. Una cantidad no especificada de rifles Whitworth llegó a los estados Confederados durante la Guerra de Secesión, donde se llamaron "Whitworth Sharpshooters".
El rifle Enfield fue reconvertido en el Snider-Enfield por Jacob Snider, un comerciante de vinos holandés-americano de Filadelfia. Al convertir los rifles Enfielad existentes de esta manera, el costo de un "nuevo" rifle Snider-Enfield de carga trasera fue de solo 12 chelines (60p).
La Reina Victoria presidió la primera reunión de la Asociación Nacional Británica del Rifle en Wimbledon en 1860, disparando un rifle Whitworth desde un apoyo fijo. El rifle realizó una diana a una distancia de 400 yardas (366 m).

### Artillería de retrocarga

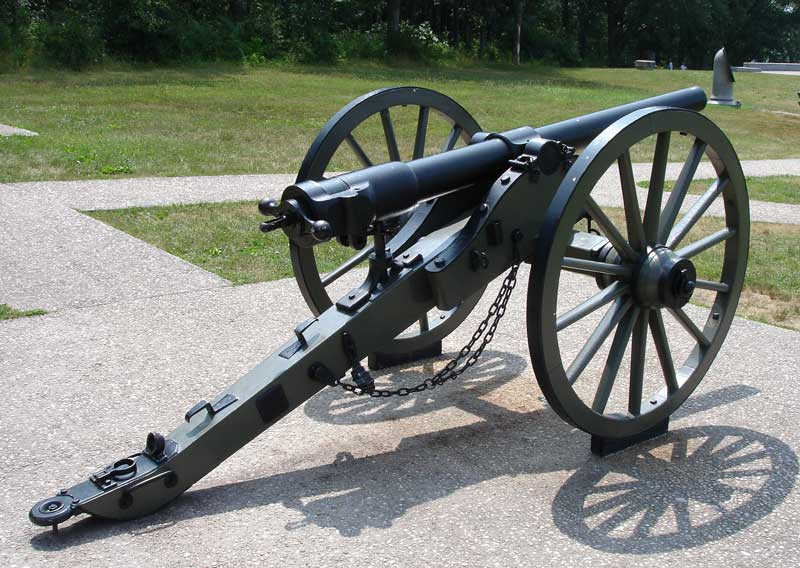
Rifle Whitworth de 12 libras de carga trasera

Whitworth también diseñó un rifle de carga trasera de gran calibre (con un diámetro interior de 2,75 pulgadas) 69,85 pulgadas de longitud, un proyectil de 12 libras y 11 onzas (5,75 kg) y un alcance de aproximadamente 6 millas (10 millas náuticas). El proyectil acanalado en espiral fue patentado en 1855. Fue rechazado por el ejército británico, que prefirió las armas de Armstrong, pero fue utilizado en la guerra civil estadounidense.
Mientras trataba de aumentar la fuerza explosiva de los cañones de sus armas, Whitworth patentó un proceso llamado "acero fluido comprimido" para fundir acero bajo presión y construyó una nueva acería cerca de Mánchester. Algunas de sus piezas fundidas se mostraron en la Gran Exposición de París hacia 1883.